# インビンシブル (漫画)
『インビンシブル』は、瀬下猛による日本のラグビーを題材とした漫画作品。『モーニング』（講談社）にて、2021年10号（2021年2月4日発売）から2022年20号まで連載。プロリーグ化した日本のラグビー界を舞台としている。

## あらすじ
北九州市が舞台。ジャパンラグビープレミアリーグに属する北九州小倉ホワイツはかつて日本最強のラグビーチームだったが、コスト削減で主力メンバーが立て続けに移籍し、弱体化していた。そんなチームに原田スコット春介という謎の選手が加入する。

## 登場人物

### 北九州小倉ホワイツ
原田スコット春介（はらだ スコットしゅんすけ）
主人公。ポジションはスクラムハーフ。日本とフランスのハーフ。自己中心的な性格。酒は苦手。
室浪浩二（むろなみ こうじ）
チームの主将。ポジションはナンバーエイト。怪我以降振るわない。自分本位。
町田翔（まちだ しょう）
チームの副主将。ポジションはロック。室浪と同期。
中岡虎居（なかおか とらい）
ゼネラルマネージャー・中岡良市の息子。ポジションはスタンドオフ。原田とは高校時代からの付き合いで兄弟のような関係。
大友謙（おおとも けん）
ポジションはセンター。無口。
篠原一生（しのはら かずき）
ポジションはフッカー。磐田インディゴズの工藤と因縁がある。
今村仁（いまむら ひとし）
ポジションはプロップ。広島出身でカープファン。
相田剣二（あいだ けんじ）
ポジションはスタンドオフ。ファン思いである。
中岡良市（なかおか りょういち）
GM。原田ら癖のある選手を獲得した。
ロバート・ハレルソン
チームのヘッドコーチ。ニュージーランド人。放任主義である。

### 府中イエローズ
黒木大和（くろき やまと）
北九州小倉ホワイツ黄金時代に在籍してたが、現在は府中イエローズに移籍。ポジションはスタンドオフ。

### 磐田インディゴズ
工藤太陽（くどう たいよう）
ポジションはプロップ。北九州小倉ホワイツに在籍していたが、強さを望んで磐田インディゴズに移籍。

### その他の人物
中岡エマ
良市の娘で虎居の姉。キタキューTVのアナウンサー。

## 用語
ジャパンラグビープレミアリーグ
8チームからなる日本のラグビーのプロリーグ。北九州小倉ホワイツ・神戸ダークス・豊田フォレッツ・磐田インディゴズ・府中イエローズ・横浜ブルース・船橋レッズ・釜石ローズが所属している。
北九州小倉ホワイツ
北九州市を本拠地とするジャパンラグビープレミアリーグ所属のラグビーチーム。黄金時代はその強さからインビンシブルと呼ばれていたが、現在は低迷している。
府中イエローズ
東京都府中市を本拠地とするジャパンラグビープレミアリーグ所属のラグビーチーム。元ホワイツ所属の選手が率いている。
磐田インディゴズ
静岡県磐田市を本拠地とするジャパンラグビープレミアリーグ所属のラグビーチーム。

## 書誌情報
- 瀬下猛『インビンシブル』 講談社〈モーニングKC〉、全5巻
  1. 2021年6月23日発売[5]、ISBN 978-4-06-523624-6
  2. 2021年8月23日発売[6]、ISBN 978-4-06-524504-0
  3. 2021年11月22日発売[7]、ISBN 978-4-06-525172-0
  4. 2022年2月22日発売[8]、ISBN 978-4-06-526916-9
  5. 2022年6月22日発売[9]、ISBN 978-4-06-528240-3